# Tierra Dura
Tierra Dura är en ort i Mexiko.   Den ligger i kommunen San Andrés Tuxtla och delstaten Veracruz, i den sydöstra delen av landet, 400 km öster om huvudstaden Mexico City. Tierra Dura ligger 243 meter över havet och antalet invånare är 185.
Terrängen runt Tierra Dura är huvudsakligen kuperad, men den allra närmaste omgivningen är platt. Runt Tierra Dura är det ganska tätbefolkat, med 83 invånare per kvadratkilometer. Närmaste större samhälle är San Andres Tuxtla, 4,4 km nordväst om Tierra Dura. Omgivningarna runt Tierra Dura är en mosaik av jordbruksmark och naturlig växtlighet.